# フレドリク・アクセル・フォン・フェルセン

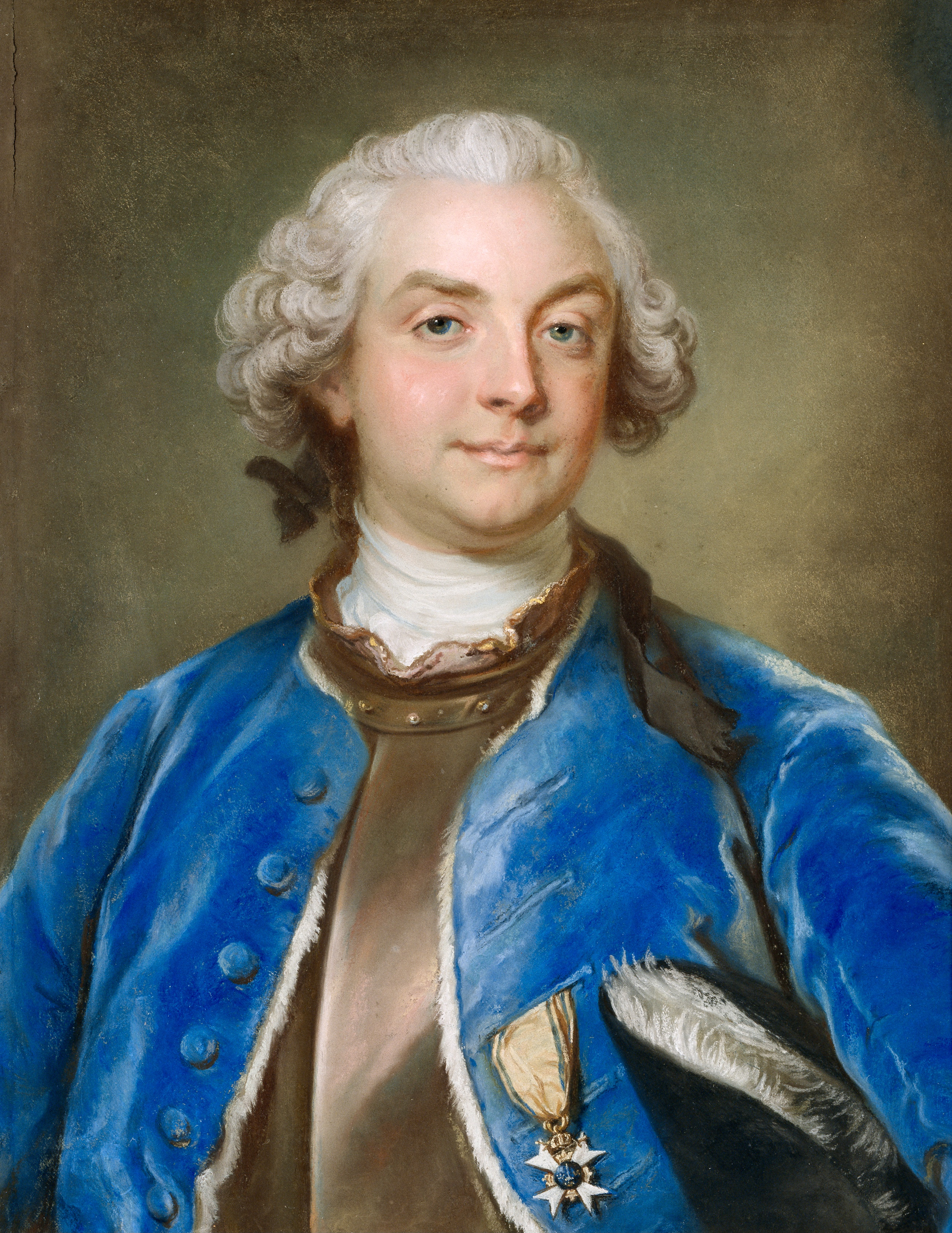
フレドリク・アクセル・フォン・フェルセン

フレドリク・アクセル・フォン・フェルセン（スウェーデン語: Fredrik Axel von Fersen、1719年4月5日 - 1794年4月24日）は、スウェーデンの政治家、軍人。

## 生涯
ハンス・ラインホルト・フォン・フェルセン中将の子として、ストックホルムで生まれた。1740年にスウェーデン近衛連隊に入り、1743年から1748年までフランスの王立スウェーデン連隊に従軍して准将に昇進した。七年戦争ではウーゼドム島とヴォリン島をめぐる1759年の戦役で活躍、プロイセン軍に大きな損害を与えた。その後、1770年に元帥に叙された。 
1755年から1756年までのリクスダーグで議長に選出され、1772年のグスタフ3世のクーデターまでハッタナ党を率いた。1756年クーデターでは国王アドルフ・フレドリクの権力を増大させる陰謀を潰したが、七年戦争の敗北により情勢は国王に有利になり、フェルセンはハッタナ党の権力維持に苦心した。1766年にメッソナ党が権力を奪回すると、フェルセンは国王側につき、1768年にアドルフ・フレドリクがメッソナ党の要求に耐えかねて退位した（十二月危機）際も近衛連隊の出動を拒否して国王を援護した。続く1769年のリクスダーグで再び議長に選出されたが、選挙のときに王太子グスタフに公約した憲法改正を実行せず、後の絶対王政復活に図らずも貢献することとなった。
グスタフが1772年にスウェーデン王に即位する（グスタフ3世）と、メッソナ党とハッタナ党の和解を試みた。フェルセンはその成功を悲観視したが、メッソナ党との交渉に同意した。そして、1772年8月のクーデターでは関与せず憲法の廃止も阻止しなかった。グスタフ3世はクーデターが成功した後、すぐさまにフェルセンを呼びつけたが、国王との関係は良好ではなく、1778年のリクスダーグで早くも小さな争いが生じた。1786年にスウェーデン・アカデミーの終身会員となった。やがて、フェルセンは1786年のリクスダーグでグスタフ3世の財政政策に公的にも反対したが失敗に終わり、第一次ロシア・スウェーデン戦争の最中である1789年のリクスダーグで国王との対決を主張すると、大衆の支持をも失った。フェルセンがなかなか決断できないでいると、1789年2月17日に同志20人とともに逮捕され、野党が崩壊した。
その後、フェルセンはすぐに釈放されたが、2度と政治に関わることはなくなり、1794年にストックホルムで死去した。

## 評価
ブリタニカ百科事典第11版によると、「フェルセンは才能があり、常に貴族たるべき振る舞いをしたが、偉大な政治家になるには党派的性格が強すぎた」という。また、フェルセンの著作である"Historiska Skrifter"はスウェーデンの歴史について主に自伝という形で書かれ、「文学としては優れているものの歴史的文書としては信頼できない」という。